# La Bassée-i csata
A La Bassée-i csata néven ismert első világháborús hadműveletre a nyugati fronton, 1914. október 10. - november 2. között került sor. Az összecsapás része volt a "versenyfutás a tengerhez" néven ismert ütközet-sorozatnak, amely során a francia–brit erők igyekeztek a németek oldalába kerülni és fordítva.

## A csata előzményei
A "versenyfutás a tengerhez" ütközet-sorozat első két összecsapása az Albert és Arras mellett vívott ütközetek nem hoztak eredményt, a francia II. és X. hadsereg nem tudta kierőszakolni az áttörést. A Brit Expedíciós Haderő (BEF) az első marne-i csata során súlyos veszteségeket szenvedett és vissza kellett vonni az első vonalból. Miután a Párizs elleni nagy német támadást sikerült megállítani, a BEF-et kivonták a frontvonalból és Flandriába csoportosították át. Ez egyrészt megkönnyítette a brit csapatok ellátását, amelyek közelebb kerültek a Csatorna kikötőihez, másrészt a brit parancsnokok a lapos Flandriai-síkságot megfelelő terepnek tekintették a brit lovasság bevetéséhez.
A BEF első egysége, a II. hadtest október 8–9-én érkezett meg vasúton Abbeville-be, majd a kirakodás után északra, La Bassée térségébe indították a francia balszárny megerősítésére. A BEF parancsnoka, Sir John French tábornok általános támadást akart indítani a brit arcvonal teljes szélességében, hogy visszafoglalják Lille városát, távolabbi célként pedig a Belgiumba való áttörést jelölte meg.

## Harcrend
Egyesült Királyság
- 2. lovasezred
- A II. hadtest 3. és 5. hadosztálya
- A "Secunderabad" lovasezred
- Az indiai hadtest "Lahore" és "Meerut" hadosztályai

 Német Birodalom
- I. és II. lovashadtest 4 hadosztálya
- VII. és XIII. gyalogos hadtest

## A csata lefolyása
Az első összecsapásra október 12-én került sor, amikor a II. hadtest csapatai a Givenchytől északra húzódó vonalon indítottak támadást. A britekkel szemben a német I. és II. lovashadtest négy hadosztálya állt, és a heves német ellenállás következtében csak háromnapi súlyos harcok árán tudták a britek a 12-i támadás kitűzött célpontjait elérni. A harcok során a II. hadtest 2000 katonát veszített, a legtöbbet az első napon. Givenchyt 12-én elfoglalták, de már másnap elvesztették.
Október 15-én a britek tudomására jutott, hogy a német lovashadosztályokat visszavonják a frontról, de arról nem értesültek, hogy a helyükbe a VII. gyalogos hadosztály egységei lépnek. A II. hadtest parancsnoka, Sir Horace Smith-Dorrien ekkor általános támadást rendelt el a német állások ellen, hogy a délebbre fekvő francia állásokat támadó németek háta mögé kerüljenek. A támadás október 16-án kezdődött, és csak részleges eredményeket ért el. A britek ismét elfoglalták Givenchy falut, de már nem tudták elérni Le Bassée-t és a II. hadtest további 1000 fős veszteséget szenvedett a harcok során. A németek sikeres védekezésében nagy szerepet játszott, hogy a XIII. hadosztály átvette a VII. hadosztály frontjának egy részét és megerősítette a német vonalakat.
A következő brit támadást október 19-re tervezték, de ez a támadás is kudarcba fulladt: a Royal Irish Rifles 2. zászlóalja mélyen benyomult a német állások mögé és elfoglalta Le Pilly falut, de a támadás többi része elakadt. Mielőtt a visszavonulásra felszólító parancs elérte volna, a németek körbevették a 2. zászlóaljat és az egység 900 katonájából csak 300 maradt életben. Másnap, október 20-án a németek indítottak támadást, Arrastól egészen a tengerpartig terjedő fronton. A II. hadtest katonáinak sikerült megállítani a támadást, miután a végsőkig való kitartásra szólították fel őket. A 20-i és 21-i német támadásokat sikerült visszaverni, de ennek ellenére Smith-Dorrien úgy döntött, hogy a hadtestet visszavonja a front mögött kialakított tartalék állásokba.

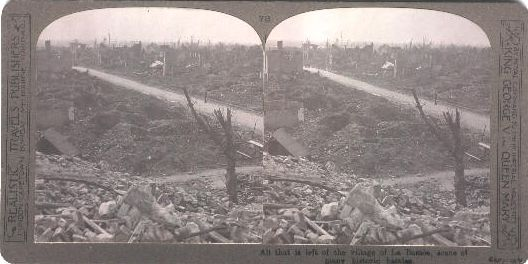
La Bassée falu romja, miután a németek kiürítették a települést. Korabeli sztereó felvétel.

Az új lövészárok-rendszer kiépítése már a harcok alatt elkezdődött, de az idő és a rendelkezésre álló munkaerő hiánya miatt csak részlegesen tudták befejezni. Igen kis mennyiségű szögesdrót állt rendelkezésre, azt is jórészt a helyi farmoktól rekvirálták. Igazából nem is sikerült a harcászati kézikönyv által előírt mélységű árkot kiásni, de a terep adottságait kihasználva mégis jókora előnyt nyújtott a briteknek. A II. hadtest egységeit a 22-éről 23-ára virradó éjszaka vonták vissza ezekbe az állásokba és a visszavonulás annyira meglepte a németeket, hogy 23-án harccselekményekre alig került sor.
Ugyanebben az időszakban érkezett meg a frontra az indiai hadtest Lahore hadosztálya, amely kezdetben csak a tartalékot erősítette, de a harcok során egyre nagyobb szerepet kapott. A németek 24-én ismét támadásba lendültek a 6. hadsereg teljes arcvonalán, de az első, fényes nappal végrehajtott támadás sikertelen maradt. Az alkonyatkor indított támadás során két helyen betörtek a brit állásokba, de helyi ellentámadásokkal sikerült normalizálni a helyzetet. A 26-áról 27-ére virradó éjszaka a németek ismét támadást indítottak, helyenként áttörték a brit vonalakat és elfoglalták Neuve-Chapelle falut, ami egy sekély kiszögellést hozott létre a brit vonalakban. A háború korai szakaszában a falu épületei még jórészt érintetlenül álltak, jó fedezéket kínálva a németeknek, akik innen veszélyeztették a brit állásokat. Október 28-án a britek ellentámadást indítottak a falu visszaszerzésére, de kudarcot vallottak. Október 29-én a németek még egy nagyobb támadást indítottak a faluból, de utána feladták. A német nehéztüzérséget északra, Ypres környékére csoportosították át, és ezzel a La Bassée-i csata nagyobb harccselekményei befejeződtek.

## Következmények
Október 30-án az indiai hadtest katonái megkezdték a II. hadtest felváltását és 31-én a szektor parancsnokságát hivatalosan átadták Sir James Willcocks tábornoknak, az indiai hadtest parancsnokának. A októberi harcok során a II. hadtest összesen 14 000 főt vesztett, de ennek ellenére nem pihenhettek: miután kivonták őket a térségből, szintén északra, az ypres-i kiszögellés térségébe vezényelték.
A csata során egyik félnek sem sikerült elérnie célkitűzéseit, sehol sem sikerült az áttörés vagy az ellenség átkarolása. A harccselekmények befejezése után a front északabbra, előbb Messines – Armentières környékére, majd Ypres környékére tolódott, ahol a versenyfutás a tengerhez utolsó ütközeteit vívták.

## Kapcsolódó szócikk
- Versenyfutás a tengerhez